# Paolo Paoloni
Paolo Paoloni, né à Bodio le 24 juillet 1929 et mort à Rome le 9 janvier 2019, est un acteur italien.

## Biographie
Ami proche du réalisateur Luciano Salce, Paolo Paoloni est surtout connu pour avoir interprété le rôle du « méga-réalisateur galactique » dans la saga Fantozzi. Bien qu’il soit célèbre pour sa participation à plusieurs comédies, il a également participé à des films d’horreur comme Cannibal Holocaust.
Paolo Paoloni est mort à Rome le 9 janvier 2019, à l'âge de 89 ans. Dans ses derniers mois, Paoloni est devenu muet en raison d'une maladie des cordes vocales.

## Filmographie partielle
- 1969 : Il prof. dott. Guido Tersilli primario della clinica Villa Celeste convenzionata con le mutue de Luciano Salce
- 1970 : La ragazza del prete de Domenico Paolella
- 1975 : Fantozzi de Luciano Salce
- 1976 : Il secondo tragico Fantozzi de Luciano Salce
- 1977 : L'altra metà del cielo de Franco Rossi
- 1978 : Où es-tu allé en vacances ? (Dove vai in vacanza?) de Mauro Bolognini
- 1979 : Cannibal Holocaust de Ruggero Deodato
- 1979 : Tesoro mio (également orthographié Tesoromio) de Giulio Paradisi
- 1980 : Inferno de Dario Argento
- 1981 : Le Marquis s'amuse (Il marchese del Grillo) de Mario Monicelli
- 1982 : Vieni avanti cretino de Luciano Salce
- 1982 : Et vogue le navire… (E la nave va) de Federico Fellini
- 1988 : Stradivari de Giacomo Battiato
- 1989 à la télévision : La casa nel tempo d'Umberto Lenzi
- 1990 : Stasera a casa di Alice de Carlo Verdone
- 1990 : Vacanze di Natale '90 d'Enrico Oldoini
- 1990 : L'avaro de Tonino Cervi
- 1991 : Voix profondes (Voci dal profondo) de Lucio Fulci
- 1993 : Fantozzi in paradiso de Neri Parenti
- 1996 : Fantozzi – Il ritorno de Neri Parenti
- 1999 : Fantozzi 2000 – La clonazione de Domenico Saverni (it)
- 2002 : Ripley's Game de Liliana Cavani
- 2002 : L'inverno de Nina Di Majo
- 2015 : Si accettano miracoli (it) d'Alessandro Siani
- 2018 : Benedetta follia de Carlo Verdone